# Tapinesthis inermis
Tapinesthis inermis là một loài nhện trong họ Oonopidae. Chúng được Eugène Simon miêu tả năm 1882.

## Hình ảnh

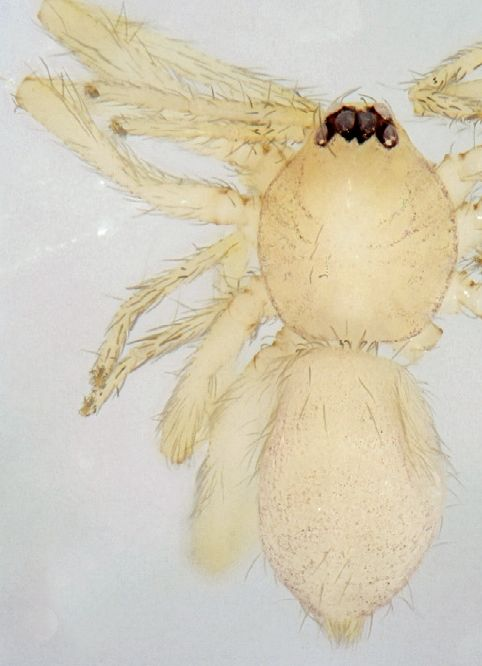